# Sadae
Sadae (litt. servir le Grand) est un terme coréen neutre et non péjoratif qui est utilisé dans des contextes pré-modernes, afin de décrire les relations étrangères bilatérales entre la Chine impériale et la Corée de la dynastie Joseon. Il est également considéré comme pertinent pour comprendre la diplomatie pré-Joseon (en). 

## Étymologie
Le terme neutre se distingue du péjoratif Sadaejuui (en), inventé par les nationalistes coréens du début du XXe siècle.
Le terme historique est dérivé du chinois shi da (事大) tel qu'utilisé par le philosophe Mencius et signifie littéralement «s'occuper des grands» ou «servir les grands».
Sa genèse se pose dans l'œuvre du philosophe chinois Mencius : 
- 梁惠王下

« 齊宣王問曰：交鄰國，有道乎

孟子對曰：有。惟仁者為能以大事小。是故，湯事葛，文王事昆夷。惟智者為能以小事大。故大王事獯鬻，句踐事吳。以大事小者，樂天者也。以小事大者，畏天者也。樂天者保天下，畏天者保其國。《詩》云：『畏天之威，于時保之。』 »

- Mencius - Liang Hui Wang II

« Le roi Qi Xuan demanda, disant, "N'y a t-il aucune solution pour réguler les relations avec les royaumes voisins?"
Mencius réplique, "Oui, il y en a. Mais cela requiert une vertu parfaite du prince à pouvoir, avec un grand royaume, servir le petit, comme par exemple, Tang servit Ge, et le Roi Wen servit les barbares Kun. Et cela demande un prince sage capable, avec un petit pays, de servir celui le plus grand, comme le Roi Tai servit le Xunyu, et Goujian servit Wu. Celui qui avec un grand état sert le petit, se plaît dans le Ciel. Celui qui avec un petit état sert le grand, se tient dans le respect du Ciel. Celui qui se plaît au Ciel, touchera avec son amour et sa protection, son propre royaume. Il est dit dans le Livre des Poètes, "Je craint le fils du Ciel, et ainsi préserver son décret favori". »

## Aperçu
Sadae décrit une politique étrangère caractérisée par les diverses manières dont un petit pays reconnaît la force d'une puissance plus grande comme celle de la Chine. Elle se manifeste dans les actions de l'État le plus faible, car il transmet la bonne volonté et le respect à travers ses envoyés. 
L'utilité du concept sadae en Corée a été reconnue durant la période des Trois Royaumes de Corée à 1895; et cela se manifeste dans les relations de la Corée des Joseon avec la dynastie Ming de Chine. La dynastie Joseon a fait tout son possible pour maintenir une relation amicale avec Pékin pour des raisons liées à la realpolitik et à une vision du monde confucéenne idéalisée. Sadae considère la Chine comme le centre d'un univers moral confucéen. 
En tant que fondement de la diplomatie, le royaume Joseon présumait que l'État coréen était positionné dans un milieu sino-centriste. La politique étrangère des Joseon était organisée autour du maintien de relation stable entre Joseon et la Chine pendant la période de 1392 à 1895. Le concept de sadae contraste avec les relations commerciales limitées ou la diplomatie kyorine (교린 정책; litt. "Relation de voisinage") qui ont marqué les relations entre Joseon et le Japon durant cette période.

### Réinterprétation duXXesiècle
Le concept de sadae a été rejeté dans les écrits du polémiste Shin Chaeho et d'autres nationalistes coréens au XXe siècle. Shin est connu pour avoir soutenu que la sadae s'exprimait de deux manières :
- la dévaluation des origines ethniques du peuple et de l'État coréens[8] ;
- l'inscription de l'histoire coréenne dans un cadre interprétatif confucéen.

Ses écrits révisionnistes ont cherché à nier la pertinence de sadae en tant qu'élément important de l'histoire coréenne.